# Hyypiönjärvi (sjö i Kemijärvi, Lappland, Finland)
Hyypiönjärvi eller Ala Hyypiönjärvi är en sjö i Finland. Den ligger i kommunen Kemijärvi i landskapet Lappland, i den norra delen av landet, 700 km norr om huvudstaden Helsingfors. Hyypiönjärvi ligger 223,9 meter över havet. Den är 12 meter djup. Arean är 1,14 kvadratkilometer och strandlinjen är 11,61 kilometer lång. Sjön  ingår i Kemi älvs huvudavrinningsområde. 